# 羽交い締め

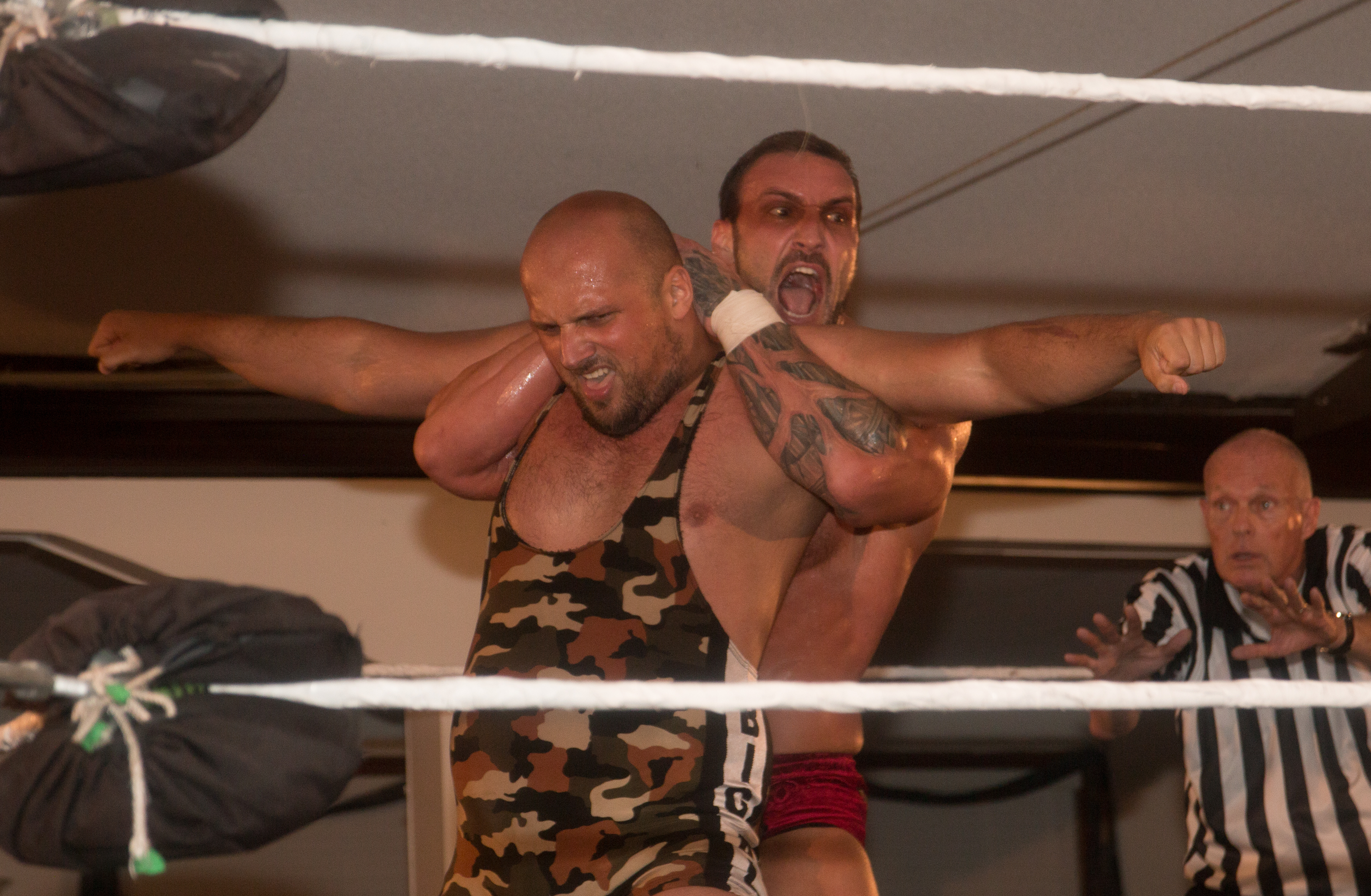
対戦相手を羽交い絞めにしているプロレスラーのクリス・マスターズ。

羽交い締め（はがいじめ） は、拘束術、逮捕術の一種である。レスリングなどの格闘技の技術、関節技としても応用されている。レスリング技、プロレス技、総合格闘技において使用される技である。ネルソン・ホールド（Nelson Hold）、双羽固め（ふたはがため）とも呼ばれている。

## 概要
相手の背後より、相手の両腋の下から自らの両腕を通して、相手の後頭部あたりでその両手を組んで固める。その状態で両腕で強く締め付けることにより、相手に身動きが取れないようにする。「羽交い」とは、鳥類の左右の翼が交わる部分、もしくは羽根自体のことで、羽交い締めの名称はそれに由来する。また、羽交い締めを仕掛ける行為自体が「羽交い締めにする」という動詞となっている。
主に暴れている人間を制止するために使用されて代表的な使用例としては、凶悪犯の逮捕や喧嘩の仲裁などである。その他に強姦や暴行を目的とする犯罪者が、対象とする相手の動きを封じるために使用される事もある。レスリングをはじめとする格闘技では、羽交い締めの状態から相手の頭部を圧迫する応用技がある（後述）。柔道に羽交絞（はがいじめ）という絞技があるがそれとは異なる技である。
急所を狙う首攻めの一種である。分類上、関節技、締め技の範疇となる。拘束術としての羽交い締めは、相手を動けなくすること、取り押さえることが目的であるのに対し、格闘技では相手を攻撃する、ダメージを与えるのが主目的である（プロレスなどでは拘束を目的とする場合もある）点が異なる。

## 名称
元来は、この技をネルソン・ホールド、双羽固めと呼んでいた。後にフルネルソンの変型技が数種（後述）生まれて混同を避けるためネルソン・ホールドはフルネルソンと、その派生を含む総称として使用されることが多くなった。見た目が羽交い締めと同様であるため、羽交い締めと呼ぶことも多い。また、とも呼ばれる。別名両羽交い締め、ダブルネルソン、翼絞（つばさじめ）、裏四方固（うらしほうがため）。

## バリエーション
「ネルソン・ホールド」は、格闘技における技術の一つあるいは、その派生を含む総称である。イギリス海軍提督のホレーショ・ネルソンにあやかって名付けられたとされている。掛け方により様々な種類が存在している。以下、種類ごとに記述する。

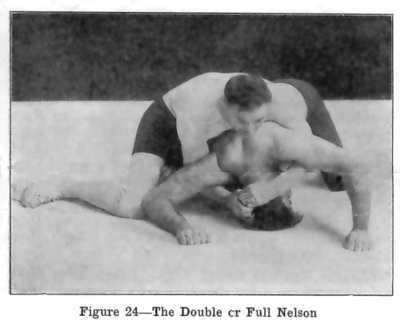
マーティン・バーンズによるフルネルソン。

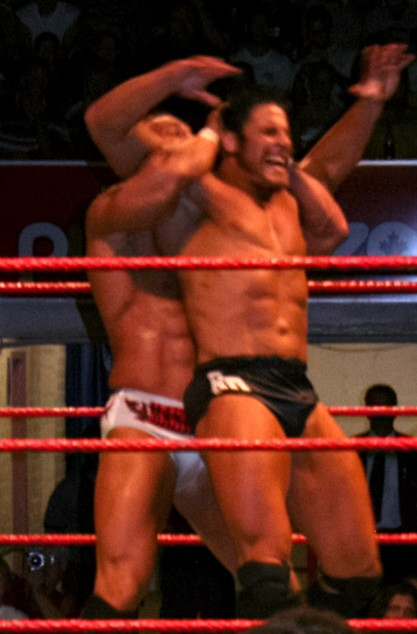
クリス・マスターズによるマスターロック（フルネルソン）。

### フルネルソン
相手の後方から相手の両腋の下から自分の両腕を差し入れて、相手の後頭部あたりで自分の両手を組み合わせて羽交い締めの状態として、そこから首の後ろで組んだ両手で相手の頭部を押し曲げて圧迫して攻撃する羽交い締め。レスリングでは、真後ろから攻めると反則となる。
プロレスにおいては、主にウエイトリフティングやボディビルディング出身の選手がパワーをアピールするために使う。戦前からフィニッシュ・ホールドとして使われており、近年ではクリス・マスターズがマスターロックの名称で使用。他にはジャイアント馬場が前座時代に得意技としていた。なお、首関節技なので危険なため、禁止される格闘技もある。

#### 派生技

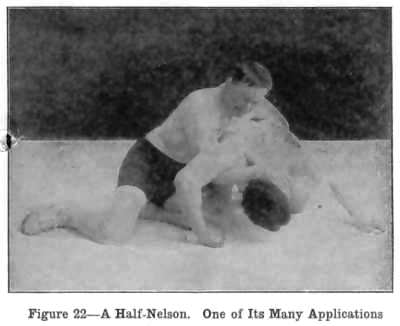
ハーフネルソン

フルネルソン・スープレックス
スタンド状態からフルネルソンの体勢に相手を捕らえて、そのまま後方にブリッジし反り投げる。主な使用者は藤波辰爾、棚橋弘至。別名ドラゴン・スープレックス。
スイング・フルネルソン
フルネルソンからジャイアントスイングの要領で振り回す。主な使用者はケン・パテラ、ボブ・アームストロング、宮本和志。別名スピニング・フルネルソン。
フルネルソン・バスター
フルネルソンを決めたまま相手の体をほぼキャンバスと水平状態に振り上げて叩きつける。主な使用者はローラン・ボック、パトリオット、ボビー・ダンカン・ジュニア、荒井優希。別名フルネルソン・スラム。
胴締めフルネルソン
フルネルソンからグラウンドに移行して脚で相手の胴も締め上げる。
フルネルソン・ボム
フルネルソンの体勢から開脚して相手をパワーボムの要領でマットへ叩きつける。主な使用者は大森隆男、ババ・レイ・ダッドリー。

### ハーフネルソン

#### 掛け方
片羽固め（かたはがため）、片羽交い締め（かたはがいじめ）とも呼ばれる。フルネルソンの変型で、相手の後方から片腕のみを羽交い締めの形にした上で、相手の頭部を押し曲げ圧迫する羽交い締め。 レスリングではそのまま頭に置いた手を支点にし、てこの原理を使い相手の体をひっくり返してピンフォールやより有利な体勢への移行を狙う。
もう片方の手で相手の頭を押さえつけるパワー・ハーフネルソン (Power Half Nelson)、相手の反対側の腋から片腕を差し入れるファーザー・ハーフネルソン(Further Half Nnelson) という変形技もある。

#### 派生技
ハーフネルソン・スープレックス
スタンド状態からハーフネルソンの体勢に相手を捕らえて、そのまま後方にブリッジし反り投げる。主な使用者は小橋建太。
カリフォルニア・ロール
マイケル・モデストのオリジナル技。ハーフネルソンの体勢から、もう片方の腕で相手の股間あたりを掴んで、相手を頭上高く持ち上げる。そのまま自らの両肩の上に相手を横向きに乗せると同時に、自分の体を反転させながらマットへ背中から倒れることにより相手をマットに叩きつけて、そのまま片エビ固めでピンフォールする。主な使用者はリッキー・マルビン。
片羽絞
片羽絞（かたはじめ）は柔道の絞技でハーフネルソンから相手の襟を持って頸部を絞める絞技。
タズミッション
上衣を用いない片羽絞のような絞技。
ハーフネルソン・スラム
スタンド状態からハーフネルソンの体勢に相手を捕らえて、柔道の後腰の様に相手を持ち上げマットに背中から叩きつける。

### クォーターネルソン

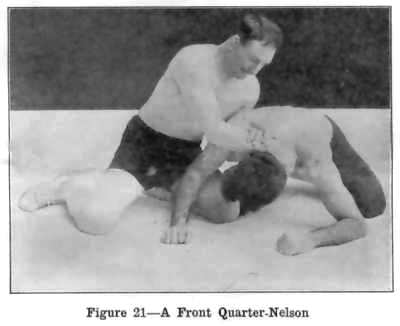
クォーターネルソン

フルネルソンの変型で、相手の後方から片腕を相手の首にあてて、もう一方の腕を相手の腋の下に通してから首を押さえた腕を掴み、相手の頭部を押し曲げたりして圧迫して攻撃する羽交い締め。
レスリングでは、相手の頭にプレッシャーを掛けることによってピンフォールやより有利な体勢への移行を狙う。グラウンドポジションでのみ使用される。書籍『これがサンボだ！』では立ち姿勢でのこの技を使用する投げ技、もしくはテイクダウンである牛殺し（うしごろし）などを紹介している。
四分の一ネルソン（しぶんのいちネルソン）、四分の一羽固め（しぶんのいちはがため）とも呼ばれる。書籍『これがサンボだ！』ではこの技をハーフネルソンと呼んでいる。

### スリークォーターネルソン

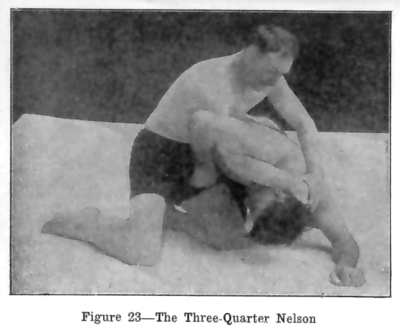
スリークォーターネルソン

ハーフネルソンと同様に背後から相手の腋に片腕を差し入れて、もう片方の手を相手の背中側から回して相手の首の後ろでクラッチする羽交い締め。レスリングでは相手の頭にプレッシャーを掛けることによってピンフォールやより、有利な体勢への移行を狙う。グラウンドポジションでのみ使用される。

### リバース・フルネルソン

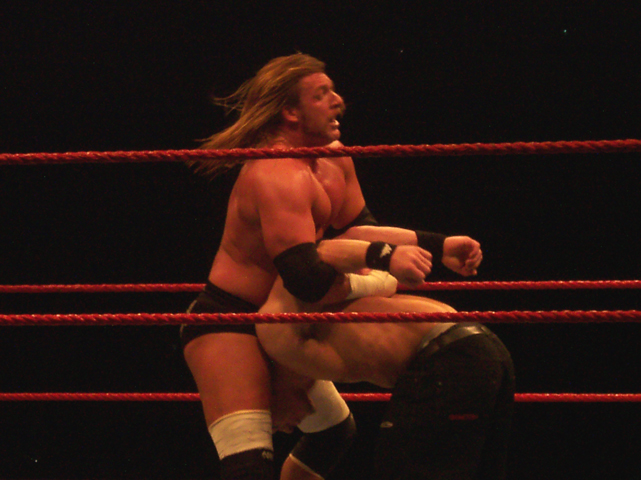
トリプルHによるリバース・フルネルソン・ホールド。

相手と向かい合った状態で前屈みになった相手の両腕を相手の両腋の下に両腕を通して、相手の背中の上で両手をクラッチして絞め上げる羽交い締め。ダブルアーム・スープレックスなどこの体勢から移行する技も数多く存在する。大相撲ではこの体勢は五輪砕き（ごりんくだき）と呼ばれ、頚椎を損傷する危険性があるため、かつては、この体勢になった時点で技を掛けた側の勝ちとなっていた。一方、書籍『実戦!サブミッション』（1991年）によると、この時点で勝ちとなる、としている。
「リバース・フルネルソン」という名称は通称である。別名逆さ羽交い締め（さかさはがいじめ）、ダブルアーム、リバース・チキンウィング、リバース・ネルソン・ホールド。

#### 派生技
ダブルアーム・スープレックス
ビル・ロビンソンのオリジナル技。相手の両腕をリバース・フルネルソンに固めて相手を持ち上げながら後方へ反り投げる。主な使用者は鈴木秀樹。
タイガー・ドライバー
三沢光晴のオリジナル技。リバース・フルネルソンの体勢から相手を持ち上げて反転させて同時に腕のロックを離して腰を抱える。そのままパワーボムのように背面からマットへ叩きつけてピンフォールする。
ペディグリー
トリプルHのオリジナル技。リバース・フルネルソンの体勢から相手の頭部を自分の両膝に挟んで固定して、やや後方にジャンプして膝で着地、相手の顔をマットに叩きつける。
ダブルアームDDT
リバース・フルネルソンの状態から後方へ倒れ込み、相手の頭部をマットへ叩きつける。
ダブルアーム・パイルドライバー
リバース・フルネルソンの状態から相手の頭部をまたに挟んで持ち上げて逆さまにする。その状態のままマットへ尻餅をつくように座り込むと同時に相手の脳天をマットへ叩きつける。
リバース・フルネルソン・デスロック
三沢光晴のオリジナル技。
リバース・インディアン・デスロックをかけた状態で相手の状態を起こしてリバース・フルネルソンを仕掛ける。
バタフライロック
蝶野正洋のオリジナル技。
尻餅をついた相手の首の後ろに左腕を回して腋で抱え込み、相手の背中に右腕を回しながら両手をクラッチして両肩と首にダメージを与える。主な使用者はYOSHI-HASHI。別名羽根折り固め（はねおりがため）。
バタフライロック・改
YOSHI-HASHIのオリジナル技。
バタフライ・ロックで相手を捕獲した状態から、さらに自らの両手で相手の右腕をチキンウィング・アームロックで捕らえ、首と右腕を同時に極める複合サブミッション。
初公開は2020年のNEW JAPAN CUP一回戦の天山広吉戦。
ストーム・ブレイカー
ウィル・オスプレイのオリジナル技。
リバース・フルネルソンの体勢から、カナディアン・バックブリーカーの体勢で相手を持ち上げて、片手のクラッチを解き、相手の身体を横1回転させて放つ変形ネックブリーカー。
レガード
サントス・エスコバーのオリジナル技。
リバース・フルネルソンの体勢で相手を持ち上げてから、相手を前方に投げ落とし自身の片膝に顔面を当てる。
キャトル・ミューティレーション
ダニエル・ブライアン ポイズン澤田
尻餅状態の相手の両腕をダブルチキンウィングの体勢でクラッチし、そこから相手をうつ伏せの状態に移行させながら、自らはブリッジをして両腕を締め上げる関節技。
WARスペシャル
天龍源一郎のオリジナル技。
尻餅をついた体勢の相手の両腕を背後から抱えるように極めながら相手の後頭部に上体を密着させ、窒息または首関節の圧迫を狙う。もともとはルー・テーズのライバルとして活躍していたルー・キムの必殺技で、「満州固め（マンチュリアン・クラッチ）」と呼ばれていた。隠し技として「裏WARスペシャル」という技も存在する（変形の羽根折り固め）。
羽交固
羽交固（はがいがため）はリバース・フルネルソンの体勢で相手を仰向けにし、相手の横について抑え込む柔道の抑込技崩袈裟固の変化技。

### 逆フルネルソン
逆フルネルソン（ぎゃくフルネルソン）は相手の前から相手の後頭部を胸につけて両腋の下に相手の両腕を抱えてのネルソン・ホールド。リバース・フルネルソンとは異なる技である。